# Jorjo Cerinić
Jorjo Cerinić  (1914.) je bio hrvatski pjesnik iz Bobovišća. Pisao je na čakavskom narječju. 
Nestao je tijekom drugog svjetskog rata.